# Aricia semimontensis
Aricia semimontensis är en fjärilsart som beskrevs av Ruggero Verity 1928. Aricia semimontensis ingår i släktet Aricia och familjen juvelvingar. Inga underarter finns listade i Catalogue of Life.